# Parti Krishak Sramik
Le parti Krishak Sramik était un parti politique anti-féodal majeur dans la province indienne britannique du Bengale, puis dans les provinces du Bengale oriental et du Pakistan oriental du Dominion du Pakistan. Il a été fondé en 1929 sous le nom de Parti Praja (Parti du peuple) pour représenter les intérêts des métayers dans les propriétés de la noblesse du Bengale. En 1936, il prit le nom de Parti Krishak Praja (Parti du peuple paysan) et se présenta aux élections de 1937. Le parti a formé le premier gouvernement à l'Assemblée législative du Bengale. Après la partition de l'Inde britannique, il a été réorganisé sous le nom de Parti Krishak Sramik (Parti des travailleurs agricoles) pour contester les élections de 1954, au sein du Front uni. La coalition a remporté les élections et formé le gouvernement provincial à l'Assemblée législative du Bengale oriental.